# Eric Kibi
Eric Kibi (Québec, 4 agosto 1990) è un cestista della Repubblica Democratica del Congo con cittadinanza canadese.

## Carriera
Con la RD del Congo ha disputato due edizioni dei Campionati africani (2017, 2021).